# Non ho sonno
Non ho sonno (bra: Insônia ou Sleepless) é um filme italiano de 2001, dos gêneros terror, policial e suspense, dirigido por Dario Argento.

## Elenco
- Max von Sydow como Ulisse Moretti
- Stefano Dionisi como Giacomo
- Chiara Caselli como Gloria
- Roberto Zibetti como Lorenzo
- Gabriele Lavia como doutor Betti
- Paolo Maria Scalondro como inspetor Manni
- Rossella Falk como Laura de Fabritiis
- Roberto Accornero como Fausto
- Diego Casale como Beppe
- Elena Marchesini como Mel

## Resposta da crítica
No site agregador de críticas Rotten Tomatoes, 55% das 11 resenhas dos críticos são positivas, com uma classificação média de 5,9/10.